# Châtillon (Italia)
Châtillon (pron. fr. AFI: [ʃatijɔ̃] , Tsatéyón in patois valdostano, localmente Tchahtéyón; Géschtullju in töitschu) è un comune italiano di 4 316 abitanti della Valle d'Aosta. È il terzo comune più popolato della regione dopo il capoluogo e Sarre.

## Geografia fisica

### Territorio
Il territorio di Châtillon è situato nella valle centrale della Dora Baltea, tra la Dora e il torrente Marmore, all'ingresso della Valtournenche. La cittadina, situata in una conca, è sovrastata a nord dal Monte Zerbion e a sud dal Mont Barbeston e dalla Cime Noire.
- Classificazione sismica: zona 4 (sismicità molto bassa)[6]

## Storia

### Etimologia
L’origine del nome deriva dal toponimo del luogo sotto i romani, Castellum. Con questo nome si indicava la fortezza romana, poi trasformata in abitazione e, dall'XI secolo, dimora dei De Castellione.

### Preistoria
Il ritrovamento presso la stazione ferroviaria di Châtillon di frammenti di ceramica ha indotto a pensare che questo luogo sia abitato dai tempi della preistoria. In frazione La Tour si trova inoltre un tumulo protostorico.

### Età romana
Nell’area sono stati rinvenuti reperti appartenenti al popolo dei Salassi, risalenti a prima della conquista romana della Valle d'Aosta nel 25 a.C.
All’epoca romana risale il ponte sul torrente Marmore, il Pons Marmoreus (da cui Marmore), così come le epigrafi sul muro della scalinata verso la chiesa dei SS. Pietro e Paolo. Si pensa infatti che, dove sorge odiernamente la chiesa, nel I-II secolo a.C. vi fosse un tempio dedicato all'imperatore Augusto (come si legge sulle lastre marmoree). 
Nel XVII secolo, un membro di un'influente famiglia di notai di Valtournenche, Pantaléon Bich, basandosi sulle testimonianze degli anziani del paese, fece questa descrizione ricostruttiva del ponte romano: “Nel corso del Medioevo, questo monumento si mostrava degno della munificenza romana. Era costruito in tufo e rivestito di lastre di marmo bianco. Sopra l’arcata vi era un portico con cinque archi e un ambiente superiore con un tetto che copriva completamente il ponte”. Il ponte odierno, denominato Pont Neuf e dedicato alla Madonna delle Grazie (fr. Notre-Dame de Grâce), è stato costruito nel XVIII secolo sui resti di quello romano, del quale, dopo il passaggio dell’esercito rivoluzionario francese nel 1794, rimaneva ormai poco più che un’arcata.
Da Châtillon, in epoca romana, passava la via delle Gallie, strada romana consolare fatta costruire da Augusto per collegare la Pianura Padana con la Gallia. Per sorvegliare e difendere la strada i romani costruirono varie fortificazioni con guarnigioni militari, tra le quali il forte da cui l’abitato prende il nome.

### Medioevo
Il toponimo della località Champ des Sarrasins (dal francese, “Campo dei Saraceni”), situata al di sotto del castello baron Gamba, lascia intendere che a partire dall'alto medioevo i Saraceni compissero scorribande nella zona. Effettivamente i mori erano scesi dalla Borgogna ed avevano conquistato il Vallese, cosa che fa ritenere possibile il loro controllo sul colle del Gran San Bernardo. Inoltre, in particolare nella Combe Froide, si possono trovare tozze torri precedenti all’anno 1000, come la Tornalla a Oyace, che secondo alcuni studiosi vennero costruite dai feudatari locali per proteggere i loro feudi da incursioni saracene. Nonostante queste ipotesi e numerosi toponimi locali che riportano la presenza saracena, nel patois valdostano non vi è neanche un termine di derivazione araba e finora non sono mai stati rinvenuti utensili o monili di fattura moresca. Probabilmente il nome della località si deve ad una qualche leggenda.

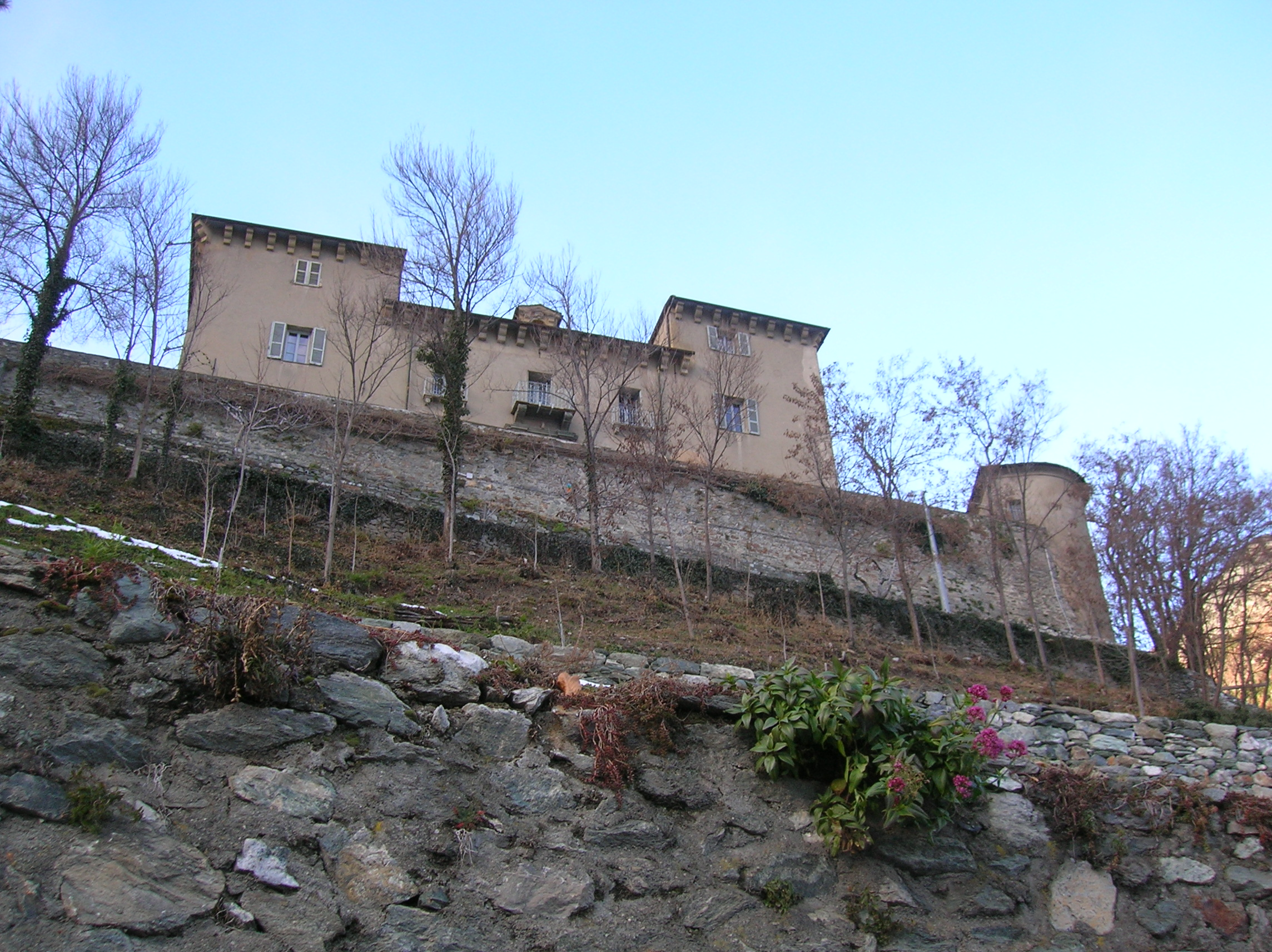
Castello Passerin d'Entrèves

Il feudo di Châtillon fu acquisito dagli Challant nel 1252, e, per loro volontà, vi furono costruiti due castelli: il primo, il castello di Passerin d'Entrèves, oggi proprietà dei conti Passerin d'Entrèves, costruito verso la metà del XIII secolo sulle fondamenta di un maniero precedente costruito nell’anno 1000 dalla famiglia estinta dei De Castellione, a sua volta costruito sui resti del forte romano da cui prende il nome la cittadina, mentre il secondo, il castello di Ussel, costruito nel 1350.
Nel XIV secolo cominciò a svilupparsi la vocazione di Châtillon come polo industriale tramite lo sfruttamento delle miniere di ferro di Ussel. Il locale fabbro Maître Hugonin era uno dei più celebri dell’epoca nel Ducato di Aosta, nella sua bottega di Chaméran fuse addirittura alcuni dei primi prototipi di cannone.

### Dall’età moderna ad oggi
Nel rinascimento il borgo di Châtillon poteva definirsi una “ville” perché, come scritto nel Coutumier, ovvero le leggi che regolavano il ducato di Aosta dal XVI al XVIII secolo, era cinta da mura. Le porte per accedere al borgo erano quattro in totale, una di esse, la Porta Marmorea (perché collocata lungo la strada del ponte romano), era proprietà privata del Conte di Challant. Di questa antica porta rimane oggi solo la denominazione di una viuzza, “rue Tornafol”, dal termine francese medievale “tournefol”, porta girevole.
Nel XV secolo un terribile incendio portò alla quasi totale distruzione dell’antico paese. Le odierne case del centro storico sono infatti databili da un periodo che va dal XVI al XVIII secolo, come si può dedurre anche dalle date scolpite su finestre e architravi in pietra delle abitazioni borghesi.
Il 16 maggio 1800 si svolse la battaglia di Châtillon, tra l’avanguardia napoleonica e la retroguardia austriaca, nell’ambito delle guerre della seconda coalizione.
Châtillon è stata sede cantonale all'interno dell'arrondissement d'Aoste, dal 1802 al 1814.
Nel XVIII secolo la produzione industriale di Châtillon raggiunse l’apice sotto l’impulso della famiglia Bich e, in seguito, dei Gervasone. Oltre all'industria metallurgica, Châtillon gode di un'ottima tradizione legata ai settori tessile (da citare l'impresa Soie de Châtillon, fondata nel 1917, poi rinominata Società Anonima Italiana per le Fibre Tessili Artificiali S.p.A., specializzata nella produzione delle tecnofibre) e manifatturiero. Nei secoli Châtillon ha svolto anche un importante ruolo di polo commerciale, in virtù della sua posizione geografica all'ingresso della Valtournenche, conosciuta anche come Krämerthal (dal tedesco, la "valle dei mercanti"), per i suoi frequenti rapporti di scambio con il Vallese attraverso il colle del Teodulo. Châtillon si impose, inoltre, come sede di importanti fiere commerciali e del bestiame.
Fino dal XIX secolo il turismo ha svolto un ruolo non secondario, con la presenza di alberghi e locande per gli alpinisti diretti in Valtournenche per tentare l'ascensione al Cervino, ma anche di villeggianti, in virtù della vicinanza con Saint-Vincent, celebre luogo di divertimento e di cure termali.
Nel 1901 venne costruito un terzo castello, il Castello baron Gamba, per volere del barone Charles-Maurice Gamba.
Il toponimo è italianizzato in Castiglion Dora durante il fascismo dal 1939 al 1946, e incluse il comune di Pontey.

### Simboli
(D.P.R. del 6 giugno 1988)
Lo stemma e il gonfalone sono stati concessi con decreto del presidente della Repubblica del 6 giugno 1988. Il castello è un'arma parlante poiché Châtillon deriva dal latino medievale castellio, "piccolo castello". Gli smalti rosso e argento sono ripresi dal blasone della famiglia Challant (d'argento, al capo di rosso, alla banda di nero attraversante sul tutto). Gli Challant furono signori di Châtillon dal XII secolo sino all'estinzione della dinastia nel 1802. I possedimenti degli Challant passarono ai Passerin, conti d'Entrèves e baroni di Courmayeur, e il castello a due torri, la stella e il colore azzurro dello stemma comunale sono tratti dall'arma di questa famiglia (inquartato: il primo e il quarto partito d'oro e d'argento, al leone attraversante sulla partizione di nero, linguato di rosso (che è di Courmayeur); il secondo e il terzo d'argento, al castello di due torri di rosso, mattonato di nero, aperto del campo, cimato da un'ombra di sole di rosso (che è d'Entrèves); sul tutto d'azzurro, alla croce in decusse d'oro, accantonata da quattro stelle dello stesso (Passerin).
Nel 1988 è stato ufficializzato l'uso secolare dello stemma, già presente all'esterno e all'interno del municipio costruito negli anni 1841-1850 e su documenti degli anni 1886 e 1887 e successivi.
Il gonfalone è un drappo di azzurro.

## Monumenti e luoghi d'interesse

### Architetture militari
- Castello di Ussel, a Ussel
- Castello Passerin d'Entrèves
- Nelle frazioni si trovano sparse varie torri di epoca medievale: tra esse, la torre di Conoz (in località Conoz), la torre Néran (a Néran), la Torre Desgranges, e la torre Decré d'Émarèse[10] (in località La Tour) sono solo alcune delle torri visibili e visitabili dall'esterno. Per la riqualificazione e il restauro delle torri di Conoz e d'Émarèse il comune nel 2012 ha indetto un bando di idee che in un futuro permetterà il loro graduale recupero con cambio di destinazione d'uso probabilmente adibendole a strutture ricettive extra-alberghiere.[11]
- Il muro residuo del castello Des Rives, abbandonato già nel 1242, in località Saint-Clair[12][13]

### Architetture religiose

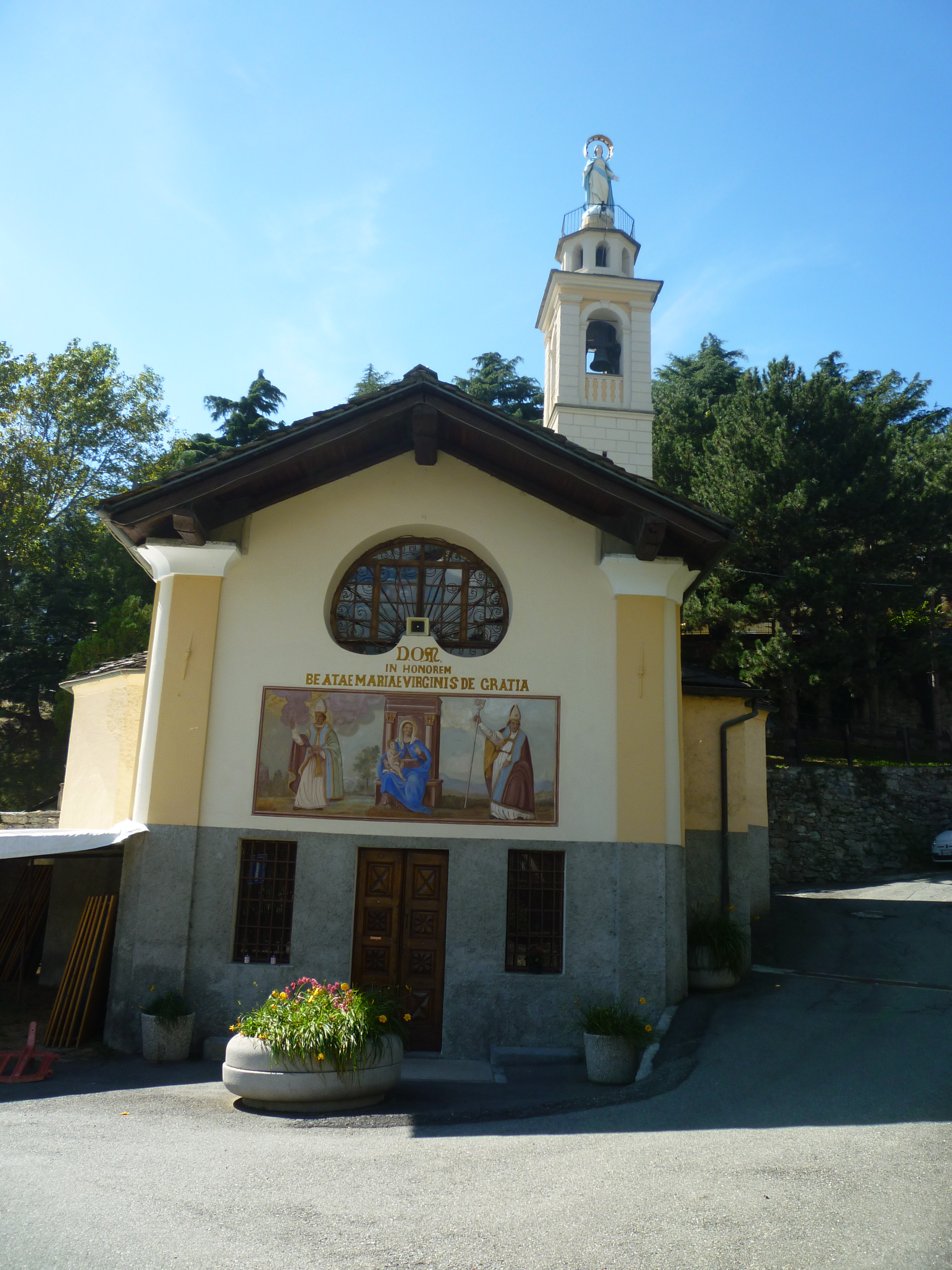
La cappella Notre-Dame-de-Grâces.

- L'imponente chiesa dei SS. Pietro e Paolo
- Cappella di Saint-Clair
- Cappella Notre-Dame-de-Grâces del 1643 circa
- Cappella di San Rocco del 1696 in località Ussel

### Architetture civili
- Castello baron Gamba, in località Cret-de-Breil

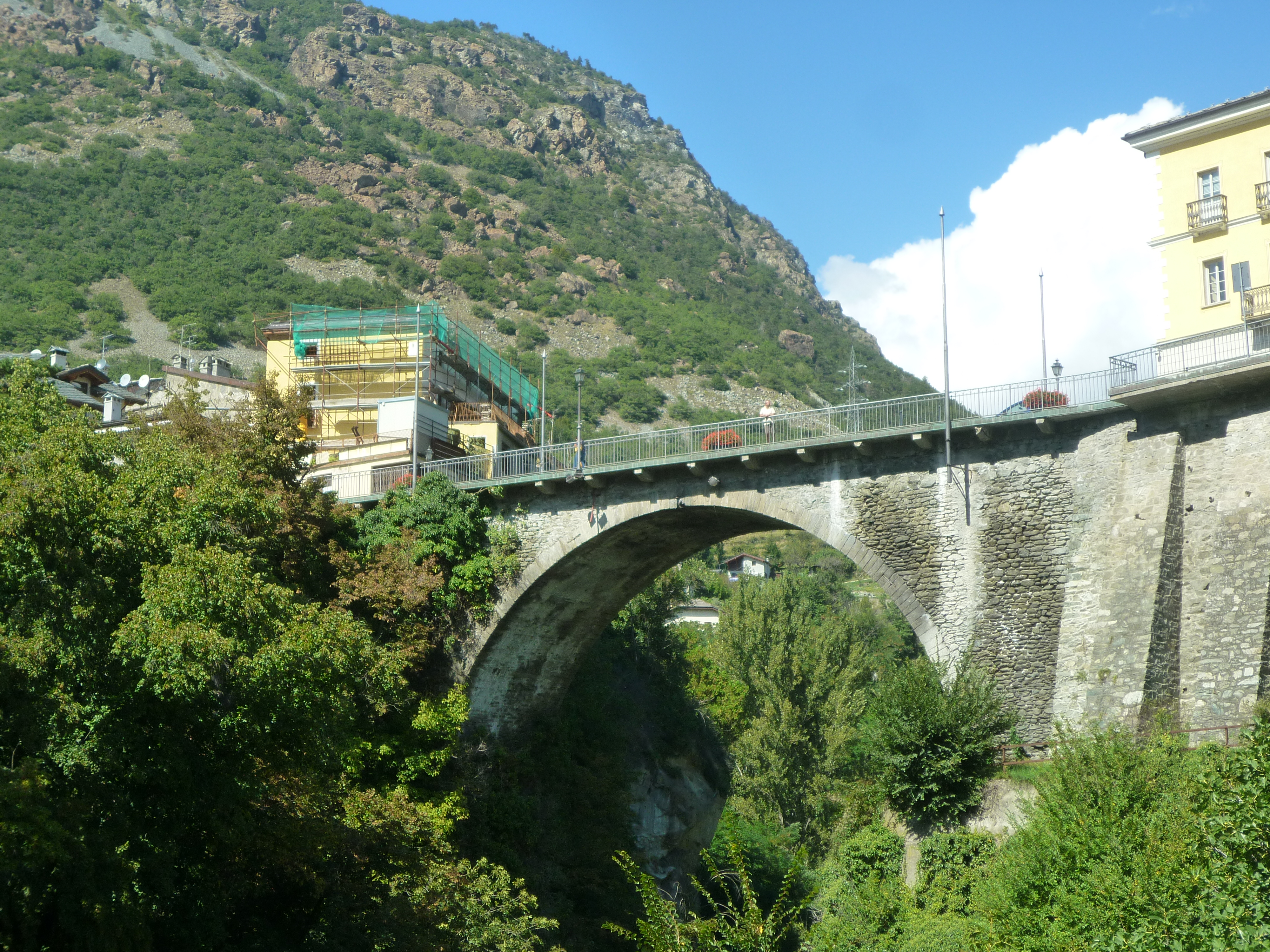
Il Pont Neuf.

- Il Pont Neuf sull'orrido del Marmore, in fondo al quale sono ancora visibili le rovine della “Ferriera Gervasone”
- I resti di un ponte romano sul Marmore, su cui passava la via delle Gallie
- L'orologio solare analemmatico orizzontale, il primo realizzato in Valle d'Aosta, nel piazzale antistante la biblioteca comunale
- Casa Vittaz, l'ex scuderia del castello di Châtillon
- Casa Brunod, probabilmente del XVII secolo, in località Chavod
- Casa della Marca, in località Gléréyaz, dimora dei nobili De Chandiou
- Monumento ai caduti delle due guerre mondiali

### Aree naturali
- Parco del castello Passerin d'Entrèves

### Aree archeologiche
- In frazione Ussel si trova uno scivolo della fertilità di epoca preistorica[14]

## Via Francigena

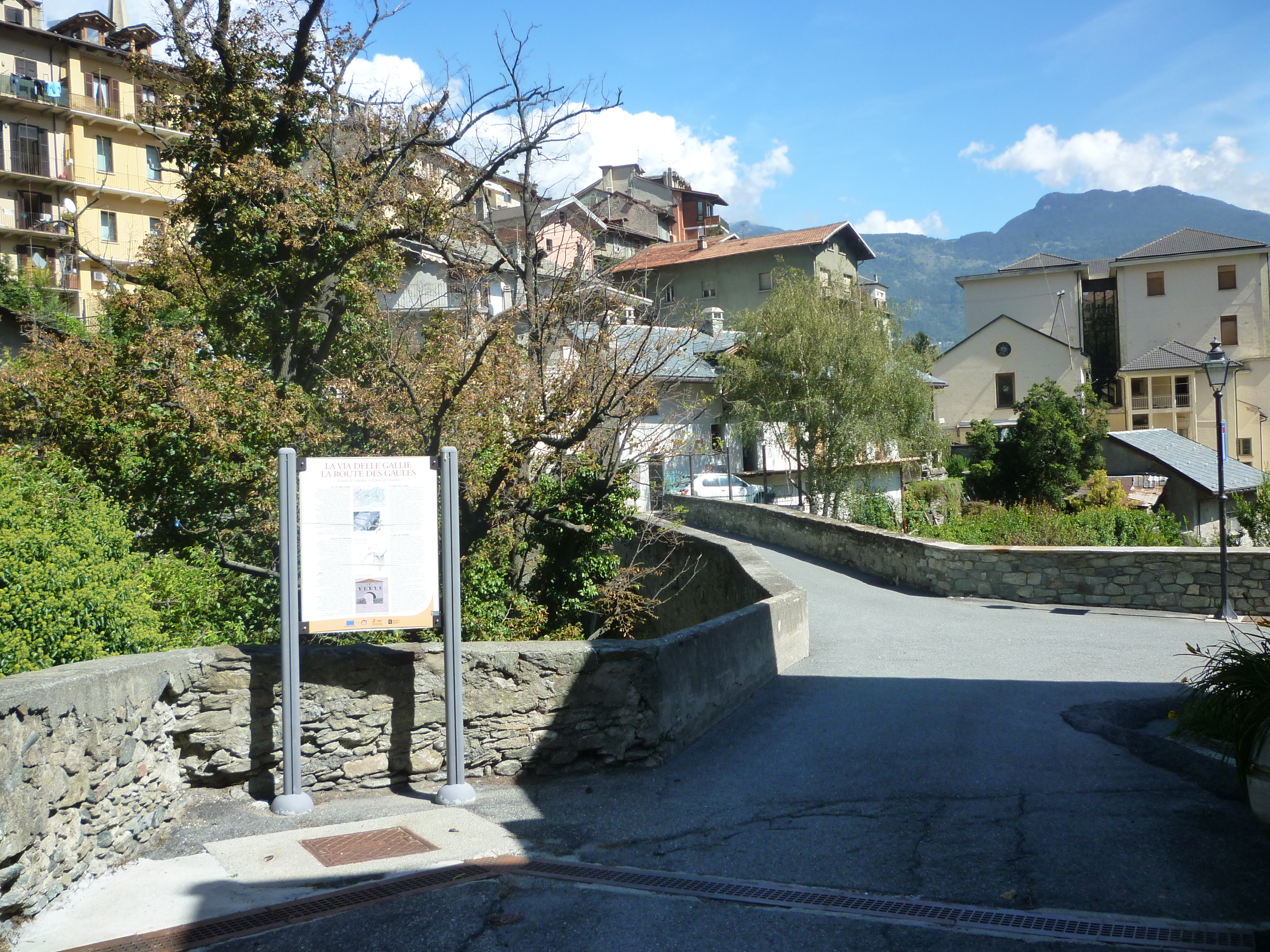
Il ponte romano lungo la via delle Gallie

Il territorio del comune è una importante tappa di transito della Via Francigena proveniente da Aosta, Nus e Chambave e successivamente diretta verso Verrès.
Il percorso della Via Francigena coincide in parte con quello dell'antica via delle Gallie.

## Istituzioni, enti e associazioni
- Il Corps philharmonique de Châtillon, fanfara municipale, figura tra i pochi collettivi italiani la cui fondazione risale al XVIII secolo, e che non sono mai stati sciolti durante la loro storia.

## Cultura

### Scuole

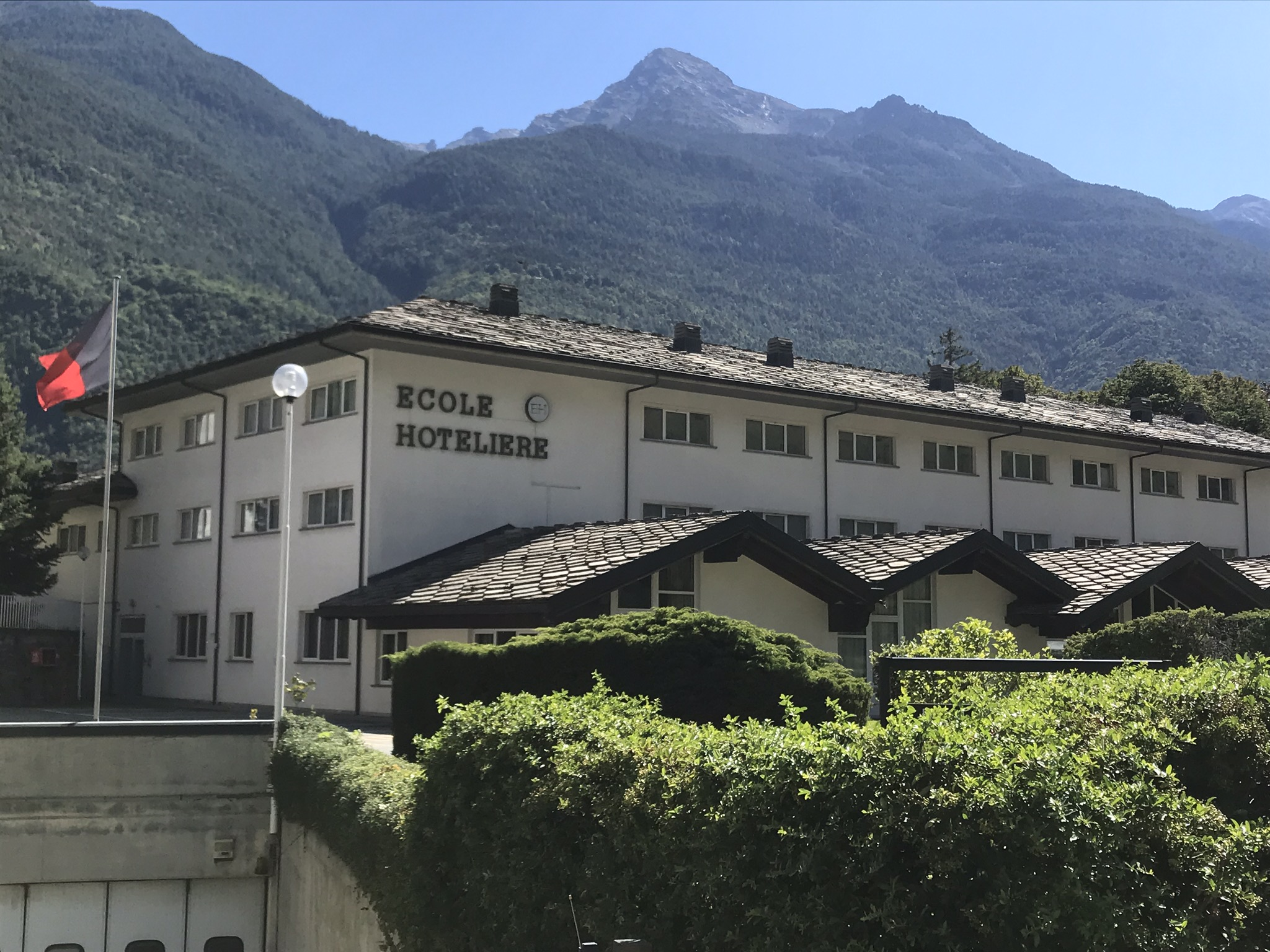
L'école hôtelière (scuola alberghiera), nella località Grange-de-Barme.

A Châtillon si trova la sede di due istituzioni scolastiche paritarie di rilievo a livello regionale:
- l'istituto professionale industria e artigianato salesiano, in via Tornafol;
- la scuola alberghiera (in francese École hôtelière), nella località Grange-de-Barme.

### Eventi

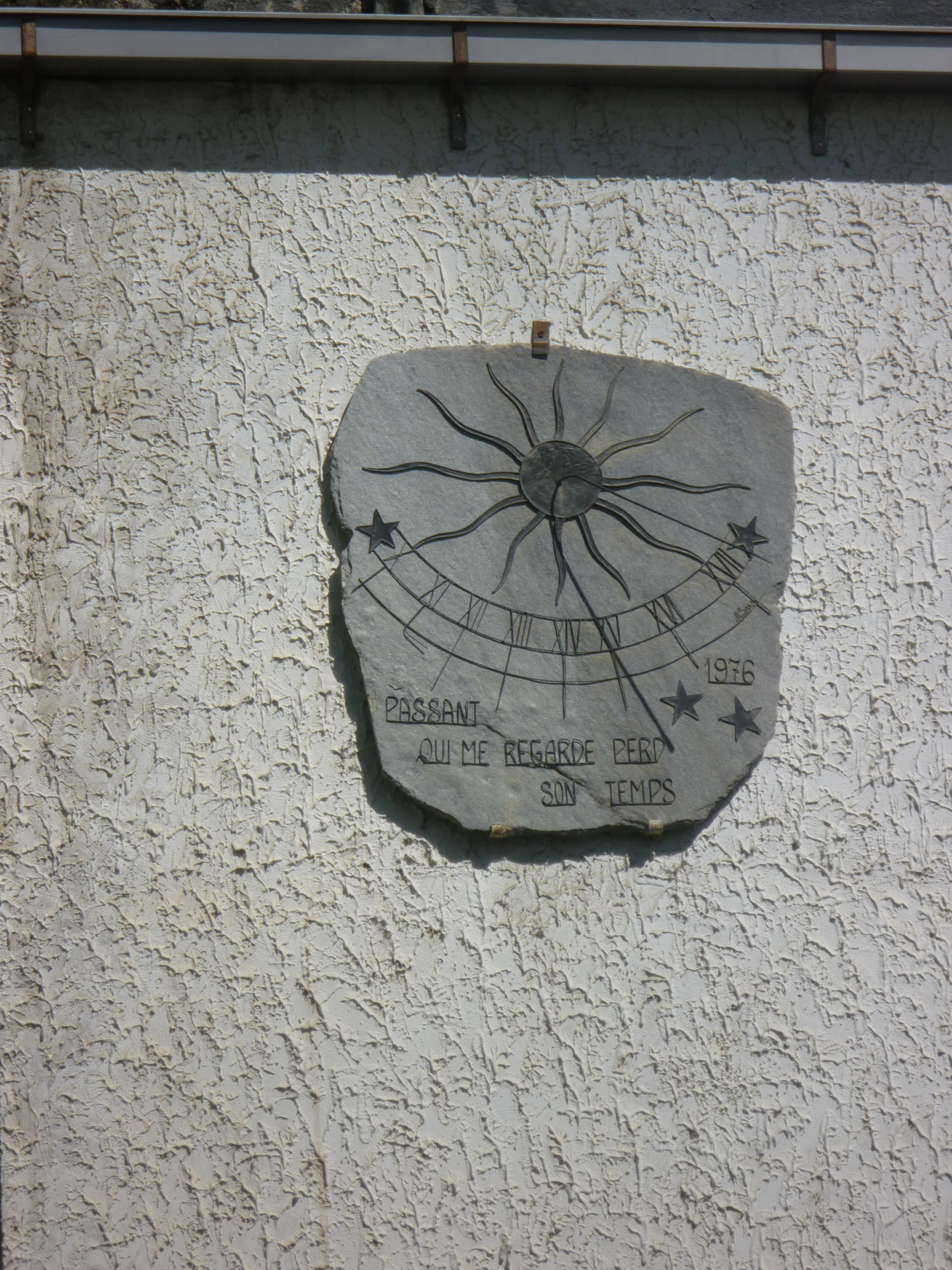
Meridiana vicino al ponte romano.

- La "Sagra del miele", l'ultima domenica di ottobre, presso l'ex Hôtel Londres[16]
- Si tiene la "Biennale del ferro battuto e coltelli forgiati", nel 2011 alla sua III edizione.

### Biblioteche

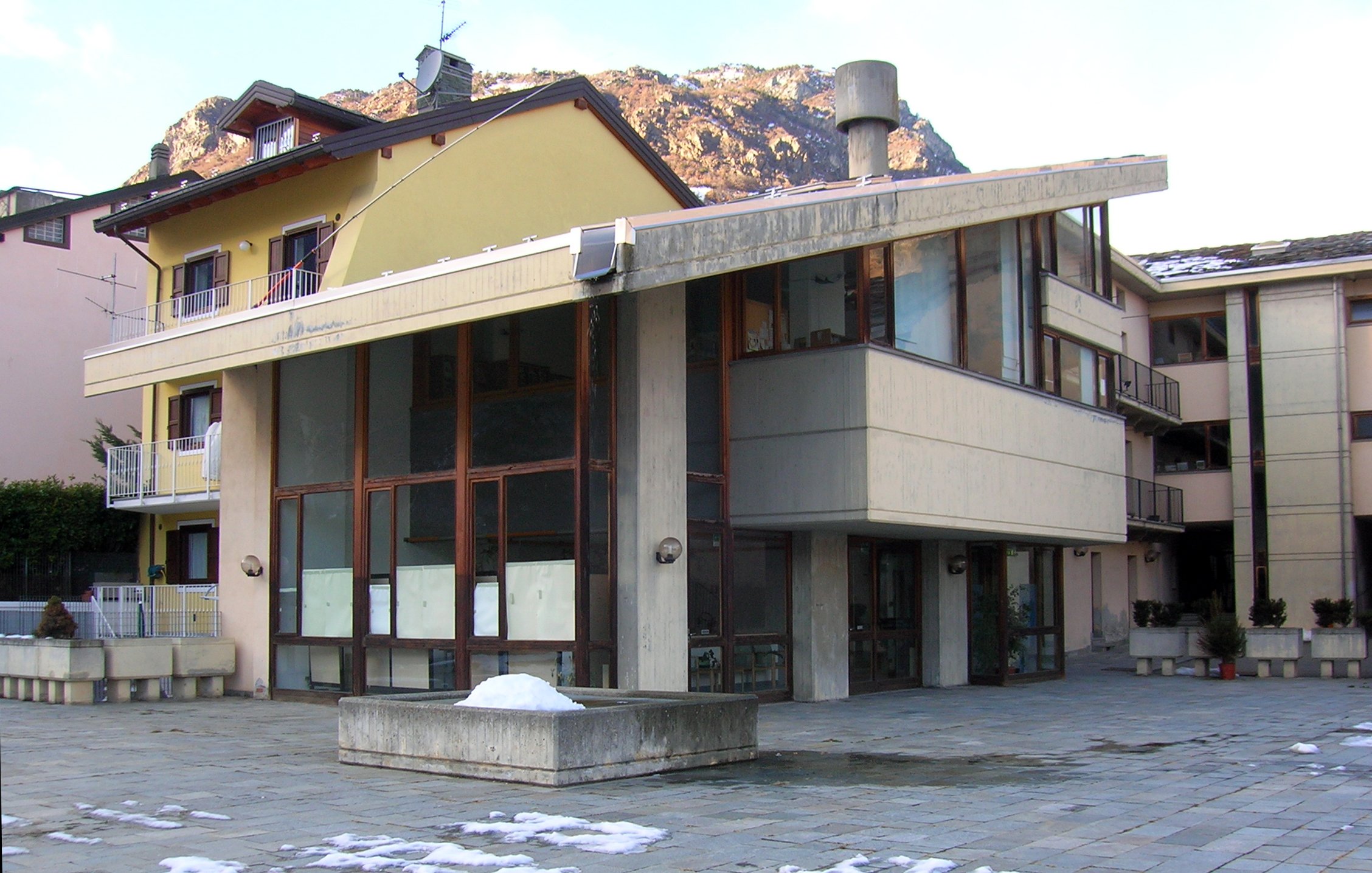
La Biblioteca comunale

La biblioteca, intitolata all'abbé Prosper Duc, si affaccia su via Émile Chanoux, la via principale del borgo, in quello che era l'edificio di proprietà dei nobili Scala e di Charles Bich (1802–1881) e successivamente sede della "Caserma Menabrea".

### Musei

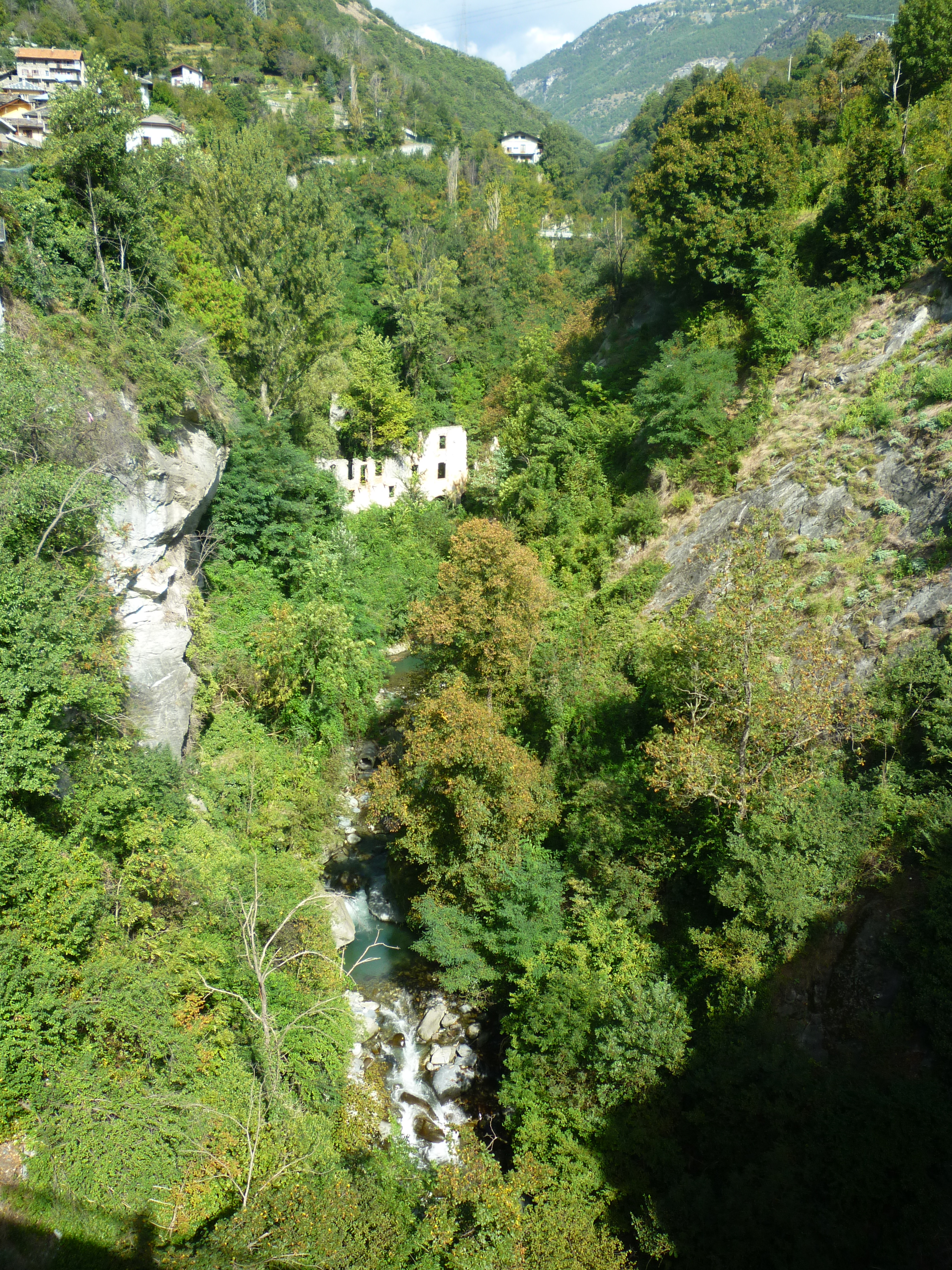
L'ex fonderia Gervasone.

Il Museo del Miele, al piano terra dell'ex hotel Londres che ospita anche il Municipio, è un piccolo museo etnografico che espone antichi villici e arnie, e permette di approfondire la pratica dell'apicultura nel territorio nel corso dei secoli.
Il Museo parrocchiale, allestito all'interno della chiesa di San Pietro, è un piccolo museo d'arte sacra che raccoglie antichi arredi; tra di essi, sono da segnalare una cassetta reliquiario in rame argentato e dorato del XV secolo, calici, ostensori e paramenti del XVI-XVIII secolo, nonché due statue lignee quattrocentesche dei santi Paolo e Giovanni Battista, già sulle bifore del campanile, e il crocifisso secentesco dell'arco trionfale.

### Curiosità
A Châtillon è ambientato il romanzo Le catene di Eymerich di Valerio Evangelisti.

## Geografia antropica

### Frazioni
Albard, Bellecombe, Breil-de-Barrel (Petit-Breil), Gros-Breil, Bourg, Brusoncles, Brusoncles-des-Gard (Brusoncles-Dessus), Brusoncles-des-Janin (Brusoncles-Dessous), Barme-des-Antesans, Cret-de-Breil, Grange-de-Barme, Chaméran, Champlong, Fours, Ventoux, Garin, Sez-de-Val, La Fournaise, Conoz, La Verdettaz, Murate, Isseuries, Perrianaz, Chardin, Promiod, Boëttes, Francou, Arsine, Brenvey, Chancellier, Revard, Bioure, Salère, Varé, Chenez, Pointé, Étavé, Chésalet, Toniquet, Assert, Fressoney, Nissod, Travod, Domianaz, Closel, La Tour, Verlex, La Sounère, Barmusse, Crétadonaz, Cret-Blanc, Chavod, Merlin, Tour-de-Grange, Sarmasse, Barmafol, Plantin, Perolles, Soleil, Bretton, Saint-Valentin, Sellotaz, Govergnou, Cillod, Panorama, Remela, Neran, Larianaz, Gléréyaz, La Marca, Crétaz, Cloîtres, Plan-Pissin, Tornafol, Saint-Clair, Piou, Cérouic, Étrop, Pragarin, Salé, Les Îles, Les Pérolles, Taxard, Ussel, Château-d'Ussel, Biolasse, Perry, Mont Ross, Toule.

## Società

### Evoluzione demografica
Abitanti censiti

## Economia
Tradizionalmente è importante la lavorazione del legno finalizzata alla realizzazione di vari oggetti, quali statuine e sabot.
Come in molti comuni valdostani, anche nel comune di Châtillon si produce energia idroelettrica. 
La centrale idroelettrica di Châtillon sfrutta le acque del torrente Marmore e lo scarico della centrale idroelettrica di Covalou. In località Saint-Clair, la centrale idroelettrica di Saint-Clair sfrutta le acque della Dora Baltea. Entrambe sono gestite dalla CVA.
Nel 1917, in piena prima guerra mondiale, fu fondata l'azienda Soie de Châtillon (che significa in italiano "Seta di Châtillon").

## Amministrazione

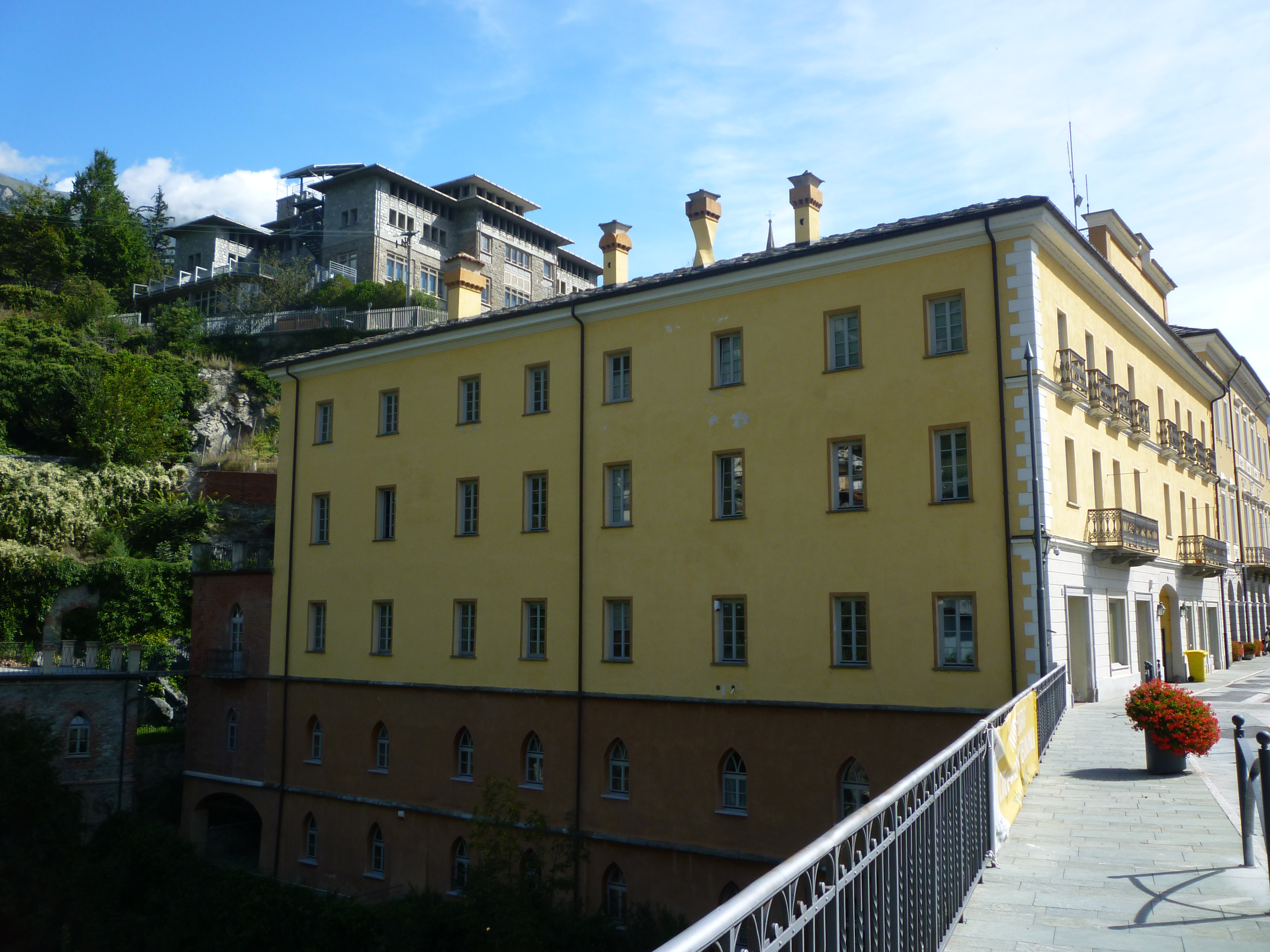
L'ex Hôtel Londres, sede del municipio.

Châtillon fa parte dell'Unité des Communes valdôtaines Mont-Cervin, di cui è sede amministrativa.
Di seguito è presentata una tabella relativa alle amministrazioni che si sono succedute in questo comune.
| Periodo           | Periodo           | Primo cittadino   | Partito      | Carica  | Note   |
| ----------------- | ----------------- | ----------------- | ------------ | ------- | ------ |
| 13 giugno 1985    | 25 maggio 1990    | Guglielmo Piccolo | ADP          | Sindaco | [ 23 ] |
| 25 maggio 1990    | 10 luglio 1993    | Guglielmo Piccolo | ADP          | Sindaco | [ 23 ] |
| 10 luglio 1993    | 29 maggio 1995    | Mario Gemello     | ADP          | Sindaco | [ 23 ] |
| 29 maggio 1995    | 8 maggio 2000     | Roberto Oggiani   | lista civica | Sindaco | [ 23 ] |
| 8 maggio 2000     | 9 maggio 2005     | Silvano Vesan     | lista civica | Sindaco | [ 23 ] |
| 9 maggio 2005     | 24 maggio 2010    | Giuseppe Moro     | lista civica | Sindaco | [ 23 ] |
| 24 maggio 2010    | 11 maggio 2015    | Henri Calza       | lista civica | Sindaco | [ 23 ] |
| 11 maggio 2015    | 23 settembre 2020 | Tamara Lanaro     |              | Sindaco | [ 23 ] |
| 23 settembre 2020 | in carica         | Camillo Dujany    | Lista civica | Sindaco | [ 23 ] |

## Sport

### Sport tradizionali
In questo comune si gioca sia a palet che a tsan, caratteristici sport tradizionali valdostani.

### Calcio
La squadra locale di calcio è il Châtillon Saint-Vincent, che attualmente milita nel campionato di Prima Categoria e gioca le sue partite allo stadio Perucca di Saint-Vincent.
Dal 1994 al 2003 e nuovamente nel 2012 e 2013 è stata la sede dei ritiri estivi pre-campionato della Juventus.

### Altri sport
Nel 2014 si sono tenuti i mondiali di corsa all'indietro, il World Championship of Retrorunning.